# Jezebel (dal)
A Jezebel (magyarul: Izebel) a The Rasmus finn együttes dala, mellyel Finnországot képviselték a 2022-es Eurovíziós Dalfesztiválon Torinóban. A dal 2022. február 26-án, a finn nemzeti döntőben, az Uuden Musiikin Kilpailuban megszerzett győzelemmel érdemelte ki a dalversenyen való indulás jogát.

## Eurovíziós Dalfesztivál
2022. január 12-én vált hivatalossá, hogy az együttes alábbi dala is bekerült az finn eurovíziós nemzeti döntő mezőnyébe. A dal hivatalosan január 18-án jelent meg. A dal február 26-án megnyerte a nemzeti döntőt, ahol a nemzetközi zsűri, valamint a nézői szavazatok együttese alakította ki a végeredményt. Előbbinél és utóbbinál is első helyen végeztek és összesen 310 ponttal győztek, így az alábbi dallal képviselik Finnországot a következő Eurovíziós Dalfesztiválon.
A dalfesztivál előtt Amszterdamban és Madridban, eurovíziós rendezvényeken népszerűsítették versenydalukat.
Az Eurovíziós Dalfesztiválon a dalt először a május 12-én rendezett második elődöntőben adták elő fellépési sorrend szerint elsőként a Izraelt képviselő Michael Ben David I.M című dala előtt. Az elődöntőből hetedik helyezettként sikeresen továbbjutottak a május 14-i döntőbe, ahol fellépési sorrendben negyedikként léptek fel, a Portugáliát képviselő MARO Saudade, saudade című dala után és a Svájcot képviselő Marius Bear Boys Do Cry című dala előtt. A szavazás során a zsűrinél összesítésben a huszonkettedik helyen végeztek 12 ponttal, míg a nézői szavazáson a tizenhatodik helyen végeztek 26 ponttal, így összesítésben 38 ponttal a verseny huszonegyedik helyezettjei lettek.
A következő finn induló Käärijä Cha Cha Cha című dala volt a 2023-as Eurovíziós Dalfesztiválon.